# Wes Borland
Wesley Louden "Wes" Borland (Richmond, Virgínia, 7 de febrer de 1975) és un músic, compositor, dissenyador gràfic i pintor conegut per ser el guitarrista original i compositor de la banda de nu metal Limp Bizkit i cantant principal de la banda de rock industrial Black Light Burns.